# Joey Didulica
Joseph Anthony Didulica (Geelong, 1977. október 14. –), ausztrál születésű horvát válogatott labdarúgókapus.
A horvát válogatott tagjaként részt vett a 2004-es Európa-bajnokságon és a 2006-os világbajnokságon.

## Sikerei, díjai
Ajax
- Holland bajnok (1): 2001–02
- Holland kupa (2): 1998–99, 2001–02
- Holland szuperkupa (1): 2002

AZ Alkmaar
- Holland bajnok (1): 2008–09
- Holland szuperkupa (1): 2009

Austria Wien
- Osztrák bajnok (1): 2005–06
- Osztrák kupa (2): 2004–05, 2005–06